# William Faris Blakely
 William Faris Blakely  (1875-1941 ) fue un botánico y explorador australiano, especialista en taxonomía de los eucaliptos. Trabajó durante muchos años en el Jardín botánico de Sídney.
Sus colecciones de especímenes vegetales se conservan en el Herbario del "Royal Botanical Garden en Nueva Gales del Sur. (enlace roto disponible en Internet Archive; véase el historial, la primera versión y la última).

## Algunas publicaciones
- Joseph Henry Maiden, William Faris Blakely. 1948. Eucalyptus plates: Eucalypts arranged and numbered chiefly as in key to the eucalypts by W.F. Blakely

### Libros
- 1955. A key to the eucalypts, with descriptions of 500 species and 138 varieties, and a companion to J. H. Maiden's Critical revision of the genus Eucalyptus. Ed. Forestry & Timber Bureau, Canberra. 360 p.
- 1965. A key to the eucalypts, with descriptions of 522 species and 150 varieties. Ed. Forestry & Timber Bureau; autorizado: A. J, Canberra. 359 + 24 p. tablas, glosario

## Honores

### Epónimos
Especies
- (Fabaceae) Pultenaea blakelyi Joy Thomps.[1]
- (Fabaceae) Racosperma blakelyi (Maiden) Pedley[2]
- (Myrtaceae) Eucalyptus blakelyi Maiden[3]
- (Scrophulariaceae) Parahebe blakelyi (B.G.Briggs & Ehrend.) Heads[4]

- La abreviatura «Blakely» se emplea para indicar a William Faris Blakely como autoridad en la descripción y clasificación científica de los vegetales.[5]

Realizó una importantísima labor científica en la identificación y clasificación de nuevas especies, poseyendo 1.131 registros IPNI.